# Свіслоч (притока Німану)
Свіслоч (біл. Свіслач, Сьвіслач) — річка в Білорусі, ліва притока Німану. Довжина 137 км, площа басейну 1750 км², за іншими даними річка має довжину 121 км і площу басейну — 1800 км² (у межах Білорусі 1432 км²). Бере початок на схилах Волковиської височини між містом Свіслоч і селами Грицьки та Занки, впадає в Німан вище Гродно. Середня витрата (за 12 км від гирла) 7,6 м³/с. Повінь спостерігається з лютого по квітень. У нижній течії розташована ГЕС.